# Csákberényi Erdei Vasút
A Csákberényi Erdei Vasút 1934 és 1937 között működött 10 km hosszúságú, 760 mm nyomtávolságú, gőzvontatású erdei vasútvonal volt, amellyel a Vértes hegység Csákberény községtől északra fekvő erdőségeiből kitermelt faanyagot szállították.

## Története
Gróf Merán Fülöp az adósságai kifizetése érdekében engedélyt kért a Vértes hegység déli területein fekvő erdőbirtokai egy részének kitermelésére. A kérdéses erdőrészekből 150 000 űrméter bükk- és kőrisfát lábon értékesített egy Kőnig nevű zsidó fakereskedő részére, aki 250 fakitermelő munkást toborzott Heves és Borsod megyéből, illetve a Bakonyból, Borzavárról. A fakitermelők űrméterenként 80 fillérért és 1 szalonnáért vállalták a munkát, amit télen sátrakban lakva végeztek el. A tarvágással kitermelt faanyag elszállítására 1934-ben a fakereskedő 10 km hosszú, 760 mm nyomtávolságú erdei vasutat építtetett.

## Nyomvonala
Az erdei vasút a kitermelt fát a MÁV 5-ös számú, Komárom-Székesfehérvár vasútvonal bodajki állomásánál kialakított fatelepre és fűrészüzembe szállította, ahol két gőzgatterrel végezték a feldolgozást, majd ezt követően az árut nagyvasúti teherkocsikba rakták.
Az erdei vasút az 1926-ban megépült, a gánti bauxit bányákból a bauxitot a bodajki MÁV állomásra szállító, 760 mm-es, keskeny nyomközű vasútba csatlakozott be Csákberény községtől délre, 1 kilométerre, a bauxit vasút 75-ös (7,5 km) űrszelvényében kialakított Köveskúti rakodó nevű kiágazásnál.

## Gördülőállomány
A kéttengelyes, rakoncás rönkszállító pőrekocsik vontatása a gánti bauxit vasút Imre nevű, MÁV 490-es sorozatú gőzmozdonyával történt.

## A vasútüzem működése

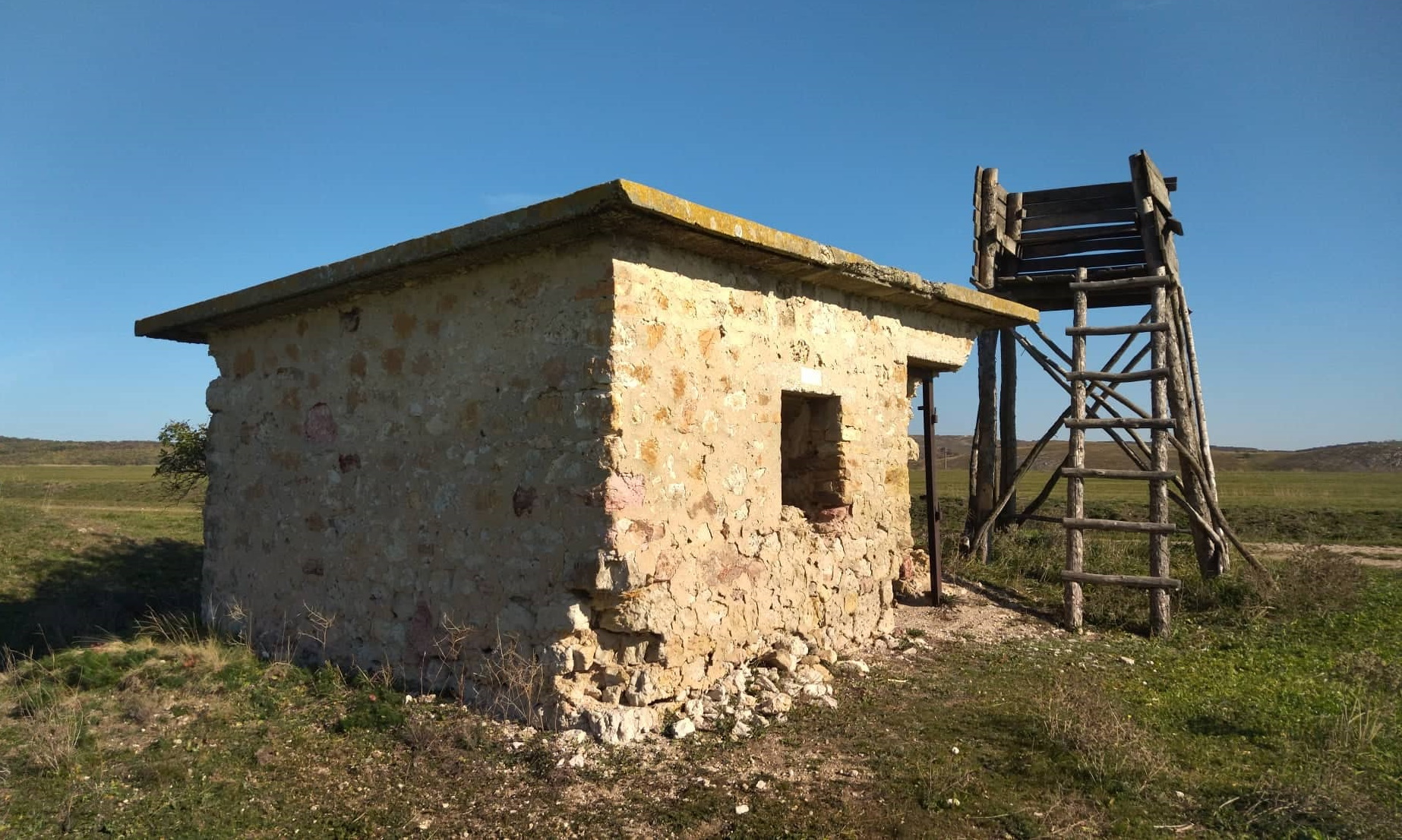
Őrház az egykori erdei vasút és a bauxit vasút csatlakozásánál

A mozdony feltolta az üres vagonokat az erdei vasút kívánt pontjába, majd visszatért a gánti vonalra. Ezt követően a lovakkal a kitermelés helyétől a vasúthoz közelített rönköket a klasszikus módszerekkel felgurították a vagonokra. A megrakott kocsikat gravitációs úton fékezve engedték le a bauxit vasúti elágazásig, ahol a Gántról érkező bauxit vonat végére kapcsolták és a bodajki fűrészüzemig vontatták.

### Balesetek
A rönkszállító kocsik fabetétes fékekkel voltak felszerelve. A fabetétek a használat során gyorsan koptak, olykor kiugrottak a helyükről, ezért gyakoriak voltak a kisiklások. Megesett, hogy a kisiklott vagon vagy 50 méteres szakaszon tépte fel a felépítményt sínszálakkal és talpfákkal együtt.

## A Juhdöglő-völgyi erdőrezervátum
A Csonka-bükkben, a vasút felső végpontjától hozzávetőlegesen másfél kilométerre délre helyezkedik el az úgynevezett Juhdöglő-völgy. A völgyben található faállományt a meredek hegyoldalak miatt nem tudták kitermelni. Az 1970-es években ismét kísérletet tettek az akkor már mintegy 240 éves fák kivágására, amit a terület fokozottan védett erdőrezervátummá nyilvánításával sikerült megakadályozni 1976-ban. A ma már 280 évesre becsült erdőben rendkívül ritka és különleges ökoszisztéma alakult ki gazdag állatvilággal.
A Juhdöglő-völgy bejáratánál az erdészet tájékoztató táblát helyezett el. A terület a nagyközönség számára nem látogatható.

## Megjegyzés
1944-ben közvetlen bombatalálat érte az akkor már felbontott erdei vasút egykori nyomvonalát a Kis-bükkben. Egy német vadászrepülőgépek által üldözött és megtépázott amerikai B-24 Liberator bombázó repülőgép által a lezuhanása előtt vészkioldott repeszromboló bomba pontosan a nyomvonalba csapódott be hatalmas krátert robbantva a talajba.